# Conus cervus
Conus cervus é uma espécie de gastrópode do gênero Conus, pertencente à família Conidae.